# Gazal al Shaqab
Gazal al Shaqab (né en 1995 au Qatar) est un étalon arabe bai, figurant parmi les meilleurs reproducteurs de chevaux arabes de show, notamment pour transmettre la qualité des membres et une bonne ligne de dos.
Il appartient à la lignée Saklawi I.
Il est le père de Pianissima.